# Lampe à arc au xénon

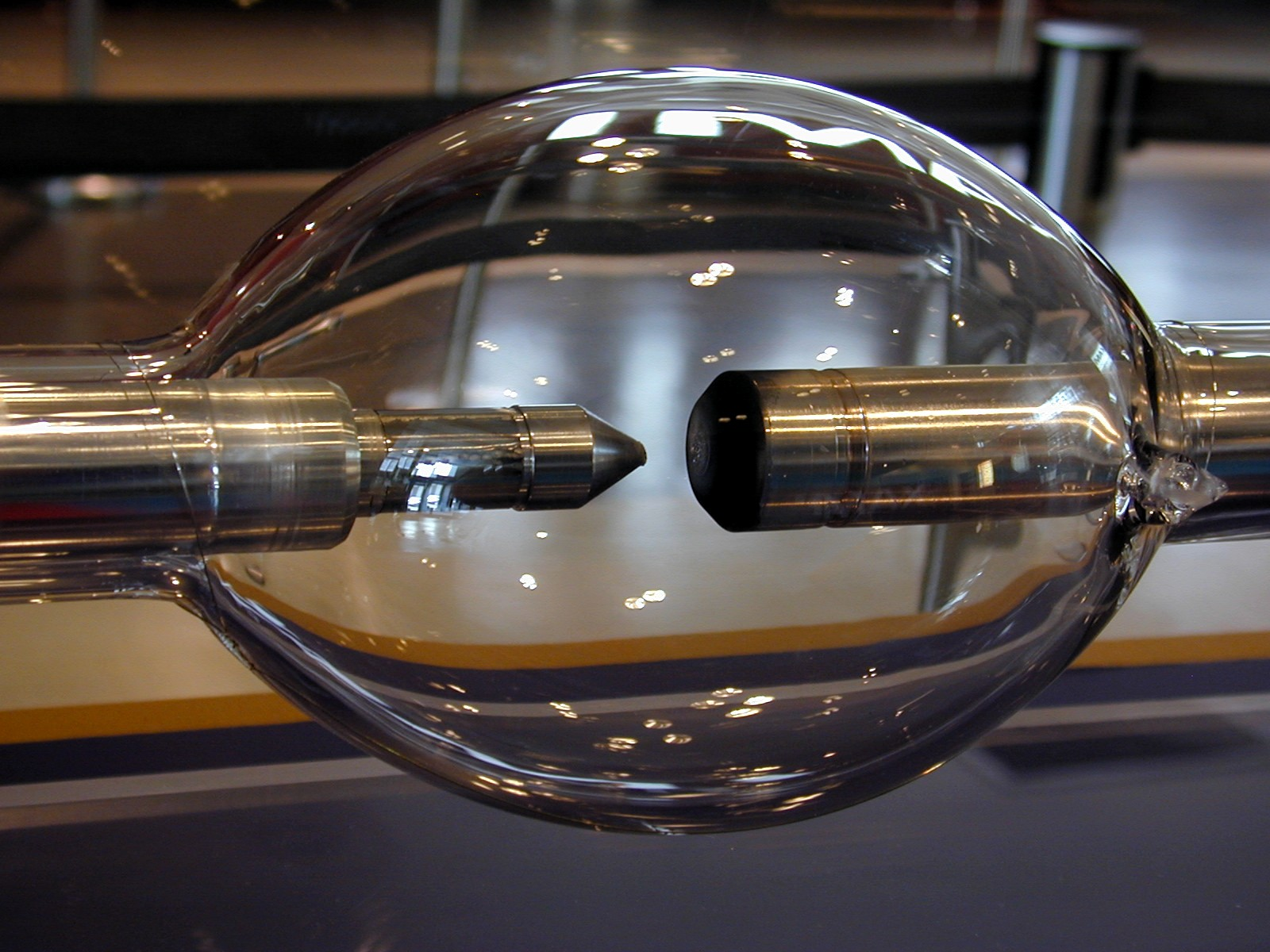
Lampe à arc au Xénon de 15 kW utilisée dans les projecteurs IMAX

Une lampe à arc au xénon est un type hautement spécialisé de lampe à décharge de gaz, une lumière électrique qui produit de la lumière en faisant passer de l'électricité à travers du gaz xénon ionisé à haute pression. Il produit une lumière blanche brillante qui imite étroitement la lumière naturelle du Soleil, avec des applications dans les projecteurs de cinéma dans les cinémas, dans les projecteurs et pour des utilisations spécialisées dans l'industrie et la recherche pour simuler la lumière du soleil, souvent pour les tests de produits.

## Types
Les lampes à arc au xénon peuvent être grossièrement divisées en trois catégories : les lampes à arc court au xénon à sortie continue, les lampes à arc long au xénon à sortie continue, et les lampes flash au xénon (qui sont généralement considérées séparément).
Chacun se compose d'un quartz fondu ou d'un autre tube à arc en verre résistant à la chaleur, avec une électrode en métal de tungstène à chaque extrémité. Le tube de verre est d'abord évacué puis rempli à nouveau de gaz xénon. Pour les tubes éclair au xénon, une troisième électrode "de déclenchement" entoure généralement l'extérieur du tube à arc. La durée de vie d'une lampe à arc au xénon varie en fonction de sa conception et de sa consommation électrique, un grand fabricant citant des durées de vie moyennes allant de 500 heures (7 kW) à 1 500 (1 kW).

## Histoire

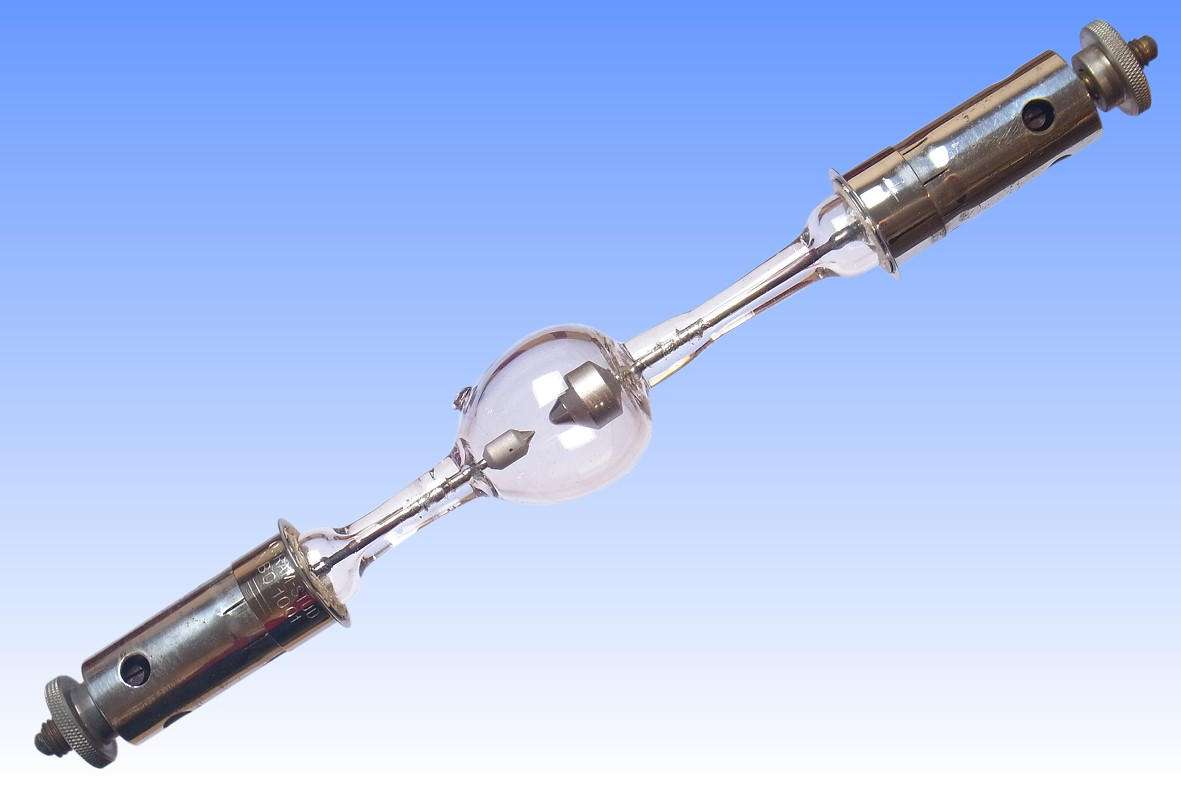
Une des premières lampes au xénon à arc court, l'Osram -STUD XBO 1001 datant de 1954 environ.

L'intérêt pour la décharge de xénon a été suscité pour la première fois par P. Schulz en 1944, à la suite de sa découverte de son spectre presque continu et de sa lumière blanche à haut rendu des couleurs. En raison des limitations de temps de guerre sur la disponibilité de ce gaz noble, des progrès significatifs n'ont pas été réalisés jusqu'à ce que John Aldington  de la société britannique de lampes Siemens a publié ses recherches en 1949.
Cela a déclenché des efforts intensifs de la part de la société allemande Osram pour développer davantage la technologie en remplacement des arcs de carbone dans la projection cinématographique. La lampe au xénon promettait d'énormes avantages d'un arc plus stable avec moins de scintillement et ses électrodes non consommables ont permis de montrer des films plus longs sans interruption. La principale contribution d'Osram à cette réalisation a été ses recherches approfondies sur la physique des décharges au xénon, qui ont orienté ses développements vers des arcs très courts pour un fonctionnement en courant continu avec une géométrie particulière d'électrode et d'ampoule. La cathode est maintenue petite pour atteindre des températures élevées pour l'émission thermoïonique, l'anode étant plus grande pour dissiper la chaleur générée lors de la décélération des électrons entrants. La majeure partie de la lumière est générée immédiatement devant la pointe de la cathode, où les températures de l'arc atteignent 10 000 °C. Le plasma est accéléré vers l'anode et stabilisé par la forme des électrodes plus la compression magnétique intrinsèque générée par le flux de courant et les effets de convection contrôlés par la forme de l'ampoule.
À la suite de ces développements, la première projection publique réussie utilisant la lumière au xénon a été réalisée le 30 octobre 1950, lorsque des extraits d'un film en couleur (Das Schwarzwaldmädel) ont été projetés lors de la 216e session de la Société cinématographique allemande à Berlin. La technologie a été introduite commercialement par l'allemand Osram en 1952. D'abord produit avec une puissance de 2 kW (XBO2001),[réf. nécessaire] et 1 kW (XBO1001)  ces lampes ont été largement utilisées dans la projection de films, où elles ont remplacé les lampes à arc au carbone plus anciennes et plus laborieuses à faire fonctionner.

## Utilisation moderne
La lumière blanche continue générée par l'arc au xénon est spectralement similaire à la lumière du jour, mais la lampe a une efficacité plutôt faible en termes de lumens de sortie de lumière visible par watt de puissance d'entrée. Aujourd'hui, presque tous les projecteurs de cinéma dans les cinémas utilisent ces lampes, avec des puissances allant de 900 watts à 12 kW. Les systèmes de projection Omnimax (Imax Dome) utilisent des lampes au xénon simples avec des puissances allant jusqu'à 15 kW. À partir de 2016, l'éclairage laser pour les projecteurs de cinéma  numérique commence à établir une présence sur le marché  et devrait remplacer la lampe à arc au xénon pour cette application.
La très petite taille de l'arc permet de focaliser la lumière de la lampe avec une précision moyenne. Pour cette raison, les lampes à arc au xénon de plus petites tailles, jusqu'à 10 watts, sont utilisées dans l'optique et dans l'éclairage de précision pour les microscopes et autres instruments, bien qu'à l'époque moderne, elles soient remplacées par des diodes laser monomodes et dees lasers supercontinuum à lumière blanche qui peuvent produire une tache vraiment limitée en diffraction. Des lampes plus grandes sont utilisées dans les projecteurs où des faisceaux lumineux étroits sont générés, ou dans l'éclairage de production de films où la simulation de la lumière du jour est requise.
Toutes les lampes au xénon à arc court génèrent un rayonnement ultraviolet substantiel. Le xénon a de fortes raies spectrales dans les bandes UV, et celles-ci traversent facilement l'enveloppe de la lampe à quartz fondu. Contrairement au verre borosilicaté utilisé dans les lampes standard, le quartz fondu laisse passer facilement le rayonnement UV à moins qu'il ne soit spécialement dopé. Le rayonnement UV émis par une lampe à arc court peut provoquer un problème secondaire de génération d'⁣ozone. Le rayonnement UV frappe les molécules d'oxygène dans l'air entourant la lampe, provoquant leur ionisation. Certaines des molécules ionisées se recombinent alors en ozone O3. L'équipement qui utilise des lampes à arc court comme source lumineuse doit contenir une protection contre les rayons UV et empêcher l'accumulation d'ozone.
De nombreuses lampes ont un revêtement bloquant les UV à ondes courtes sur l'enveloppe et sont vendues comme des lampes "sans ozone". Ces lampes "sans ozone" sont couramment utilisées dans les applications intérieures, où une ventilation adéquate n'est pas facilement accessible. Certaines lampes ont des enveloppes en silice fondue synthétique ultra-pure (telle que "Suprasil"), ce qui double à peu près le coût, mais qui leur permet d'émettre une lumière utile dans la région UV sous vide . Ces lampes fonctionnent normalement dans une atmosphère d'azote pur.

## Conception de lampe

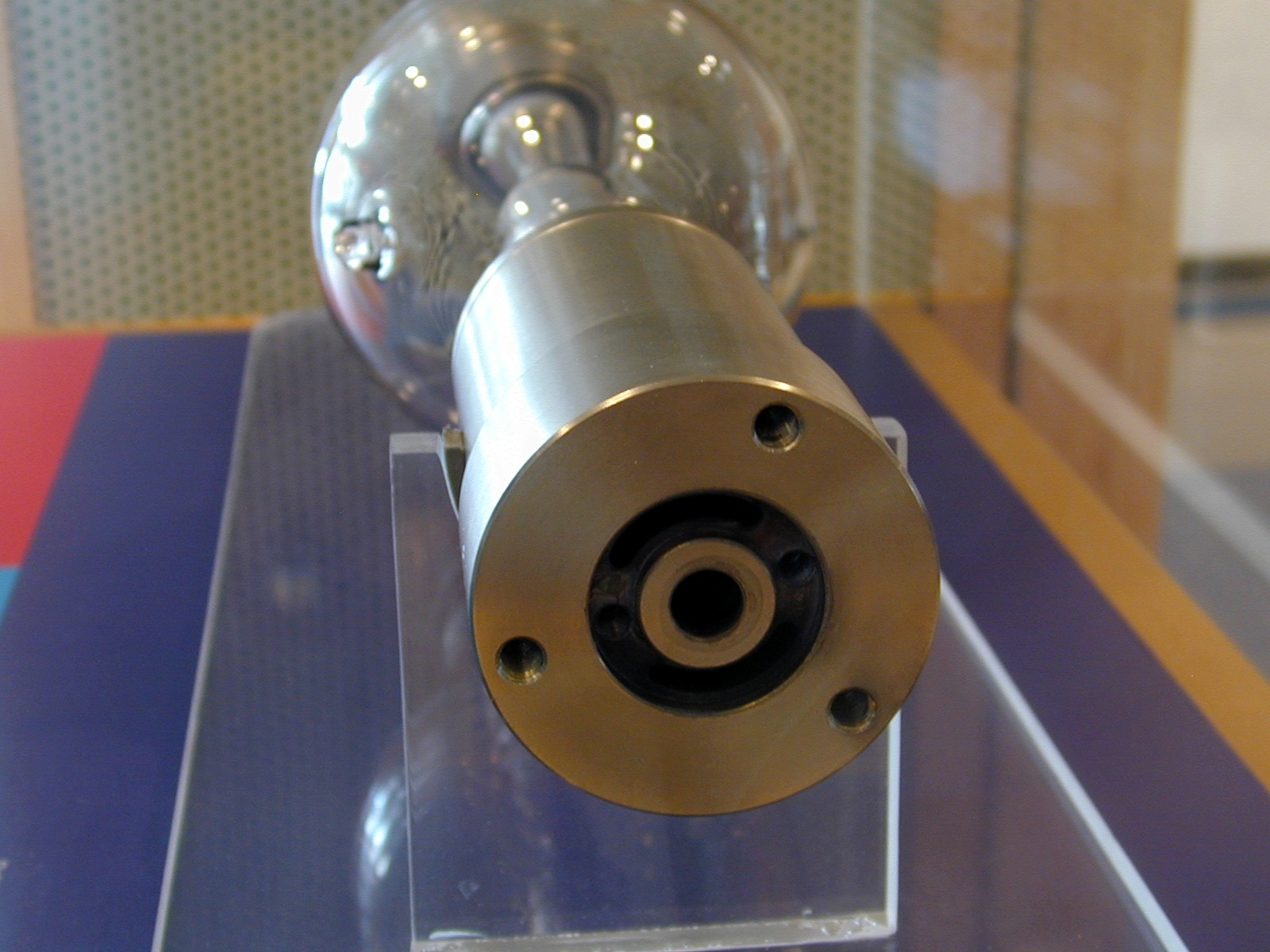
Une vue en bout d'une lampe IMAX de 15 kW montrant les orifices de refroidissement par liquide

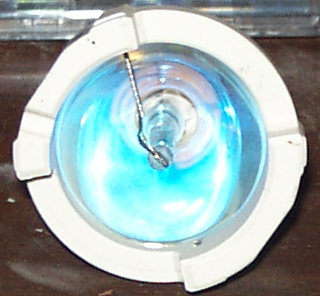
Une lampe Osram 100 W xénon/mercure à arc court dans un réflecteur

Toutes les lampes à arc court au xénon modernes utilisent une enveloppe en quartz fondu avec des électrodes en tungstène thorié. Le quartz fondu est le seul matériau économiquement réalisable actuellement disponible qui peut résister à la haute pression (25 atmosphères pour une ampoule IMAX ) et à la haute température présentes dans une lampe de fonctionnement, tout en étant optiquement clair. Le dopant au thorium dans les électrodes améliore considérablement leurs caractéristiques d'émission d'électrons. Étant donné que le tungstène et le quartz ont des coefficients de  dilatation thermique différents, les électrodes en tungstène sont soudées à des bandes de molybdène pur ou d'alliage d'Invar, qui sont ensuite fondues dans le quartz pour former le joint d'enveloppe.
En raison des très hauts niveaux de puissance impliqués, les grandes lampes sont refroidies à l'eau. Dans les lampes utilisées dans les projecteurs IMAX, les corps d'électrodes sont fabriqués en Invar massif et dotés de pointes en tungstène thoriées. Un joint torique assure l'étanchéité du tube, de sorte que les électrodes nues n'entrent pas en contact avec l'eau. Dans les applications de faible puissance, les électrodes sont trop froides pour une émission efficace d'électrons et ne sont pas refroidies. Dans les applications à haute puissance, un circuit de refroidissement par eau supplémentaire pour chaque électrode est nécessaire. Pour réduire le coût, les circuits d'eau ne sont souvent pas séparés et l'eau doit être déminéralisée pour la rendre électriquement non-conductrice, ce qui permet au quartz ou à certains médias laser de se dissoudre dans l'eau.

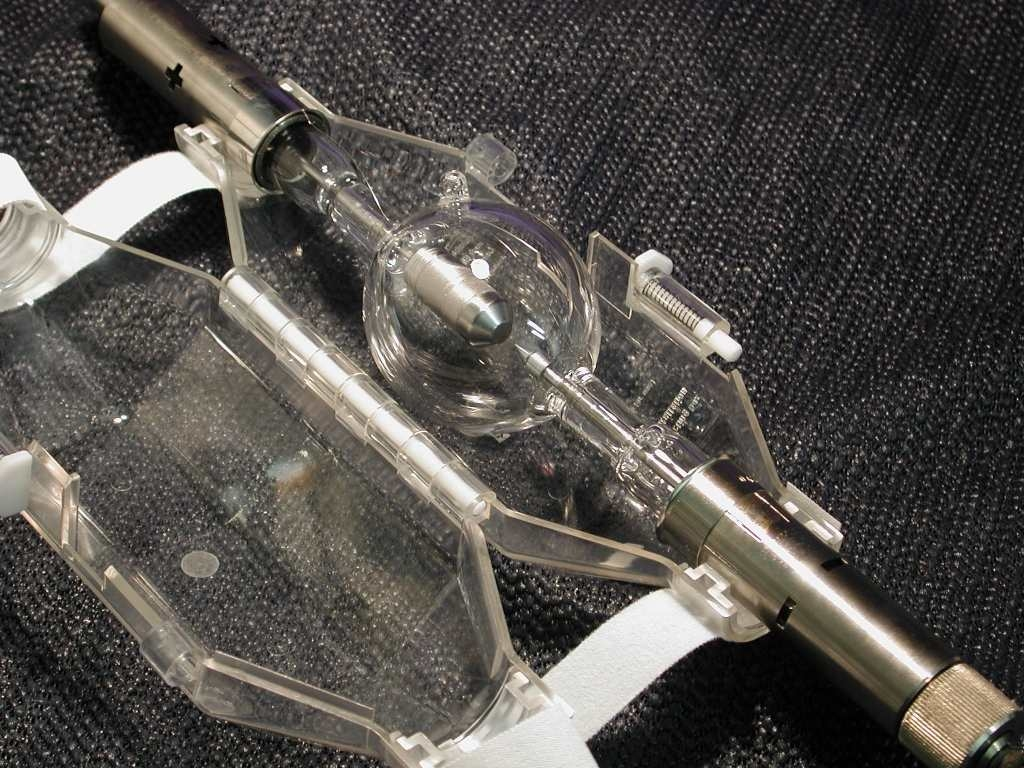
Vue en perspective d'une lampe de 3 kW montrant un écran de sécurité en plastique utilisé pendant le transport.

Pour atteindre une efficacité maximale, le gaz xénon contenu dans les lampes à arc court est maintenu à une pression extrêmement élevée - jusqu'à 30 atmosphères (440 psi / 3040 kPa) - ce qui pose des problèmes de sécurité. Si une lampe tombe ou se rompt en service, des morceaux de son enveloppe peuvent être projetés à grande vitesse. Pour atténuer ce problème, les grandes lampes à arc court au xénon sont normalement expédiées dans des boucliers de protection qui contiennent les fragments d'enveloppe en cas de rupture. Normalement, le bouclier est retiré une fois la lampe installée dans son boîtier. Lorsque la lampe atteint la fin de sa vie utile, l'écran de protection est remis sur la lampe, et la lampe usagée est alors retirée de l'équipement et mise au rebut. À mesure que les lampes vieillissent, le risque de défaillance augmente, de sorte que les ampoules en cours de remplacement présentent le plus grand risque d'explosion. Les fabricants de lampes recommandent l'utilisation de lunettes de protection lors de la manipulation de lampes à arc court au xénon. Certaines lampes, notamment celles utilisées dans les projecteurs IMAX, nécessitent le port de vêtements de protection intégrale.

## Mécanisme de génération de lumière

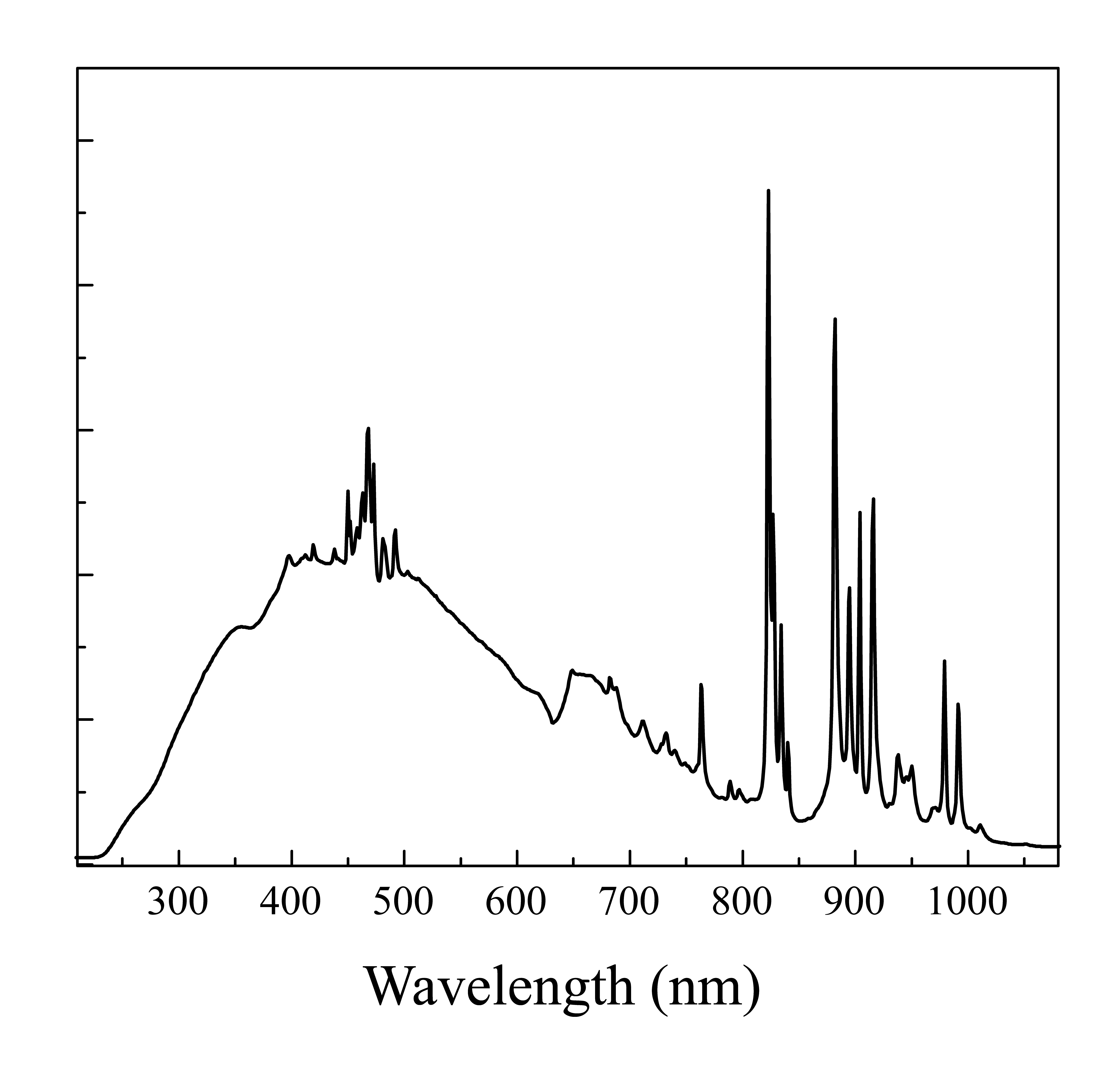
Profil spectral d'une lampe à arc au xénon.

Les lampes au xénon à arc court existent en deux variétés distinctes : le xénon pur, qui ne contient que du gaz xénon ; et le xénon-mercure, qui contient du gaz xénon et une petite quantité de mercure métallique.

### Xénon pur
Dans une lampe au xénon pur, la majorité de la lumière est générée dans un minuscule nuage de plasma de la taille d'une épingle situé à l'endroit où le flux d'électrons quitte la face de la cathode. Le volume de génération de lumière est en forme de cône et l'intensité lumineuse diminue de façon exponentielle en se déplaçant de la cathode à l'anode. Les électrons traversant le nuage de plasma heurtent l'anode, la faisant chauffer. En conséquence, l'anode d'une lampe à arc court au xénon doit être soit beaucoup plus grande que la cathode, soit être refroidie à l'eau pour dissiper la chaleur. La sortie d'une lampe à arc court au xénon pur offre une distribution de puissance spectrale assez continue avec une température de couleur d'environ 6 200 K et un indice de rendu des couleurs proche de 100. Cependant, même dans une lampe à haute pression, il existe des raies d'émission très fortes dans le proche infrarouge, approximativement dans la région de 850 à 900. nm. Cette région spectrale peut contenir environ 10 % de la lumière totale émise.[réf. nécessaire] L'intensité lumineuse varie de 20 000 à 500 000 cd/cm 2 . Un exemple est la "lampe XBO", qui est un nom commercial OSRAM pour une lampe à arc court au xénon pur.
Pour certaines applications telles que l'endoscopie et la technologie dentaire, des systèmes de guidage de lumière sont inclus.

### Xénon-mercure

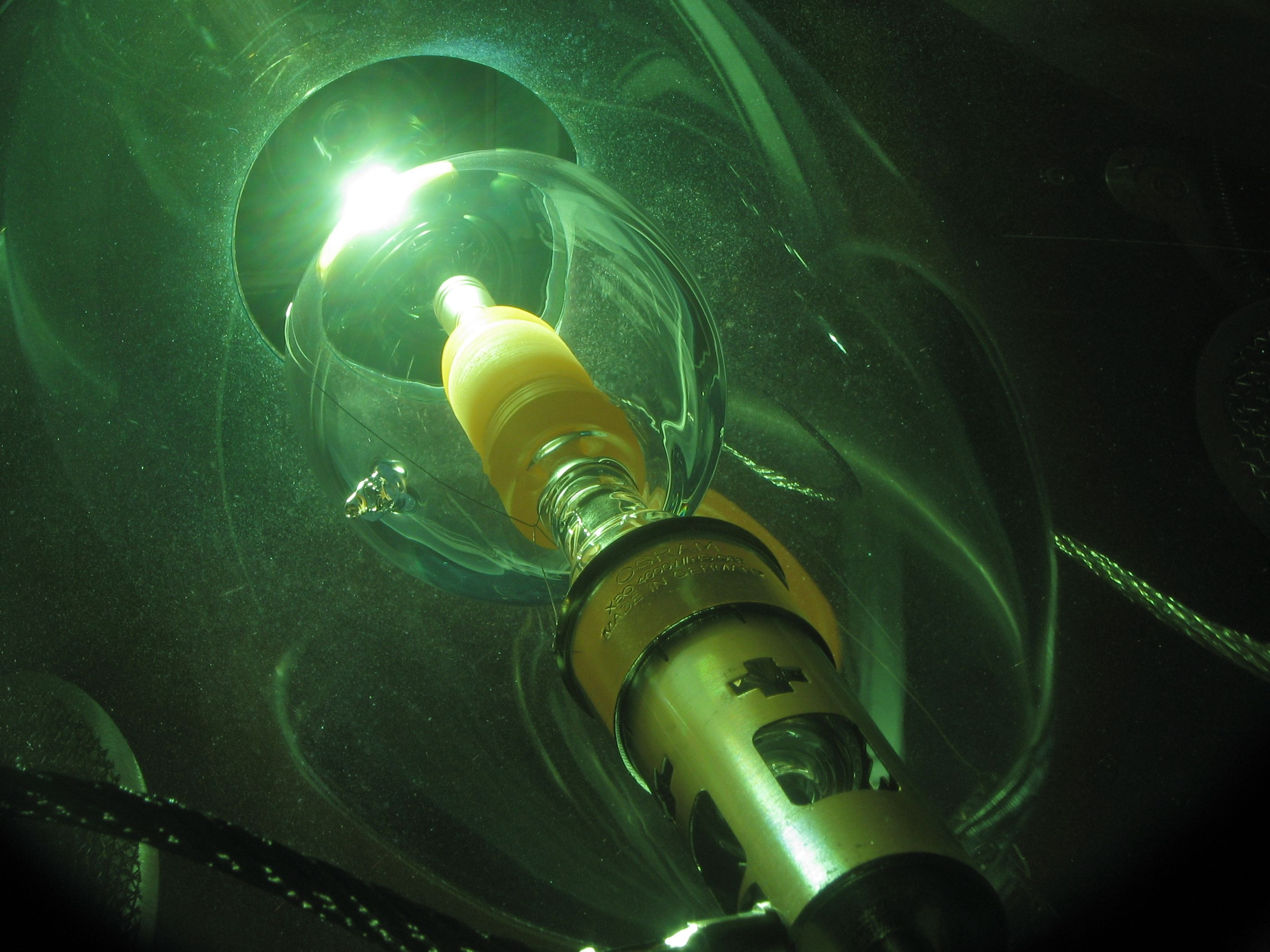
Une lampe à arc au xénon (Osram XBO 4000W).

Comme dans une lampe au xénon pur, la majorité de la lumière produite rayonne à partir d'un nuage de plasma de la taille d'une épingle près de la face de la cathode. Cependant, le nuage de plasma dans une lampe au xénon-mercure est souvent plus petit que celui d'une lampe au xénon pur de taille équivalente, en raison du flux d'électrons perdant son énergie plus rapidement au profit des atomes de mercure plus lourds. Les lampes à arc court au xénon-mercure ont un spectre blanc bleuté et une sortie UV extrêmement élevée. Ces lampes sont principalement utilisées pour les applications de séchage UV, la stérilisation d'objets et la génération d'⁣ozone.

## Lampes au xénon en céramique

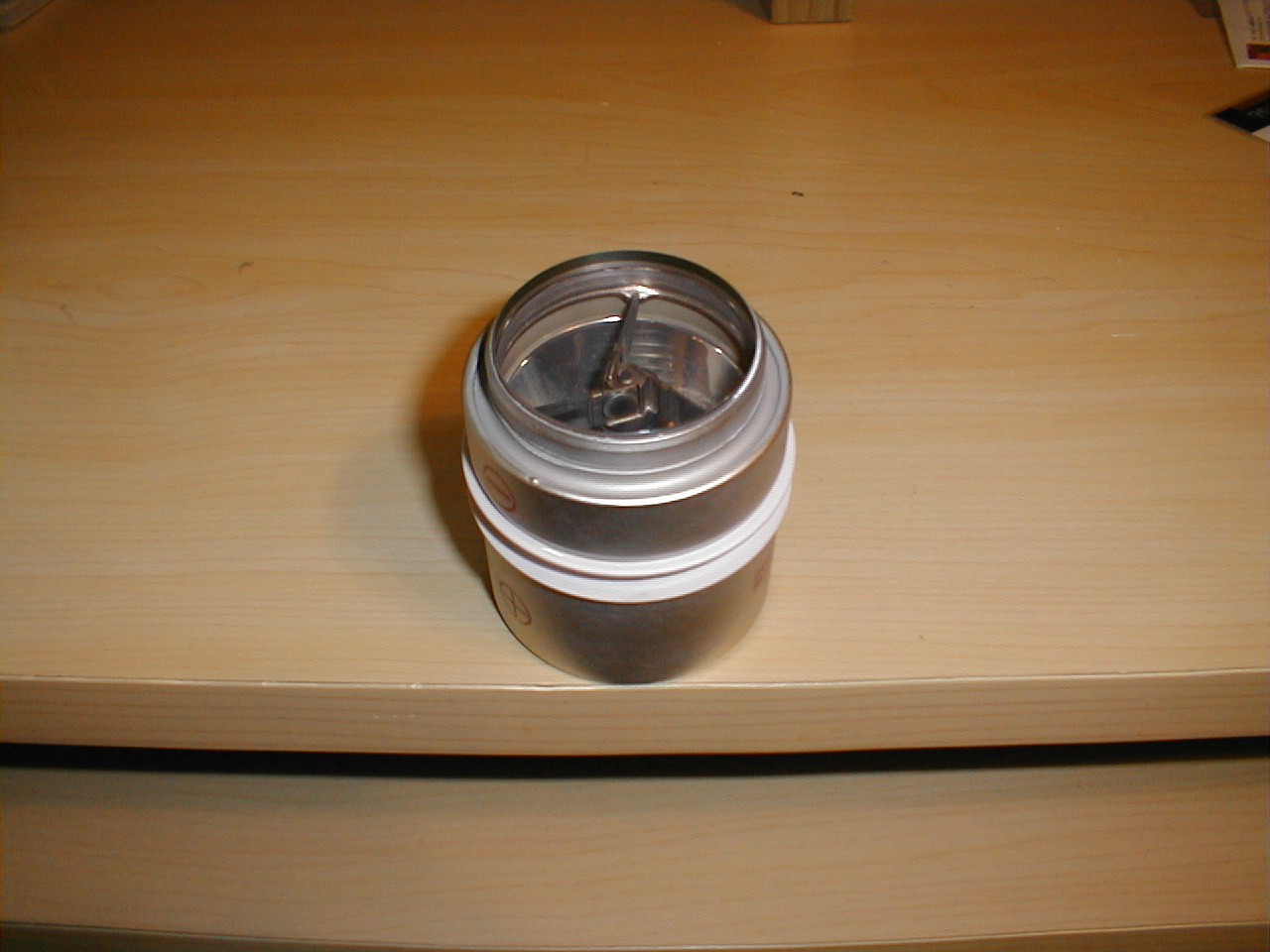
Une lampe au xénon Cermax 2 kW issue d'un vidéoprojecteur. Une paire de dissipateurs thermiques est fixée sur les deux bandes métalliques autour du périmètre, qui doublent également pour alimenter les électrodes de la lampe.

Les lampes au xénon à arc court sont également fabriquées avec un corps en céramique et un réflecteur intégré. Ils sont disponibles dans de nombreuses puissances de sortie avec des fenêtres de transmission ou de blocage des UV. Les options de réflecteur sont paraboliques (pour la lumière collimatée) ou elliptique (pour la lumière focalisée). Ils sont utilisés dans une grande variété d'applications, telles que les vidéoprojecteurs, les illuminateurs à fibre optique, l'éclairage des endoscopes et des lampes frontales, l'éclairage dentaire et les projecteurs.

## Exigences d'alimentation

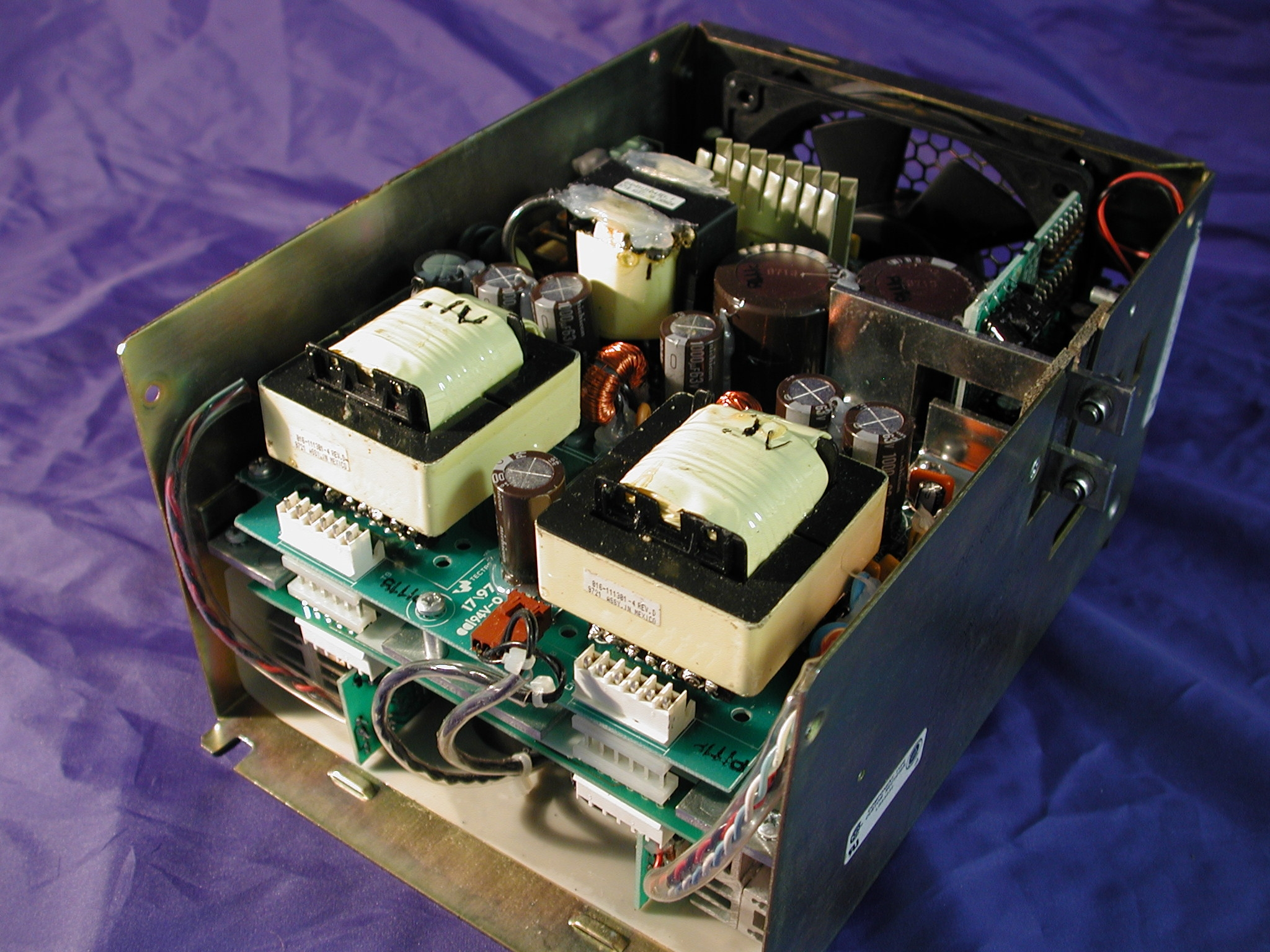
Une alimentation de lampe à arc court au xénon de 1 kW avec le couvercle retiré.

Les lampes au xénon à arc court ont un coefficient thermique négatif, comme les autres lampes à décharge de gaz. Ils fonctionnent à basse tension, à haute intensité, en courant continu et démarrent avec une impulsion haute tension de 20 à 50 kV. À titre d'exemple, une lampe de 450 W fonctionne normalement à 18 V et 25 A une fois allumée. Ils sont également intrinsèquement instables, sujets à des phénomènes tels que l'oscillation du plasma et l'emballement thermique .[réf. nécessaire] En raison de ces caractéristiques, les lampes à arc court au xénon nécessitent une alimentation électrique appropriée qui fonctionne sans scintillement, ce qui pourrait endommager les électrodes.

## Lampes à arc long au xénon
Celles-ci sont structurellement similaires aux lampes à arc court, sauf que la distance entre les électrodes dans le tube de verre est considérablement allongée. Lorsqu'elles sont montées dans un réflecteur elliptique, ces lampes sont fréquemment utilisées pour simuler la lumière du soleil en brefs éclairs, souvent pour la photographie. Les utilisations typiques incluent les tests de cellules solaires (avec l'utilisation de filtres optiques), la simulation solaire pour les tests d'âge des matériaux, le traitement thermique rapide, l'inspection des matériaux et le frittage.
Bien qu'elles ne soient pas communément connues en dehors de la Russie et des anciens pays satellites soviétiques, les lampes au xénon à arc long étaient utilisées pour l'éclairage général de grandes zones telles que les gares, les arènes sportives, les opérations minières et les espaces de grande hauteur des centrales nucléaires. Ces lampes, russe : Лампа ксеноновая ДКСТ , littéralement "lampe au xénon DKST" se caractérisaient par des puissances élevées allant de 2kW à 100 kW. Les lampes fonctionnaient dans un régime de décharge particulier où le plasma était thermalisé, c'est-à-dire que les électrons n'étaient pas significativement plus chauds que le gaz lui-même. Dans ces conditions, une courbe courant-tension positive a été mise en évidence. Cela a permis aux plus grandes tailles courantes telles que 5 et 10 kW de fonctionner directement à partir du secteur en alternatif à 110 et 220 volts respectivement sans ballast - seul un allumeur en série était nécessaire pour créer l'arc.
Les lampes produisaient environ 30 lumens/watt, soit environ le double de l'efficacité de la lampe à incandescence au tungstène, mais moins que des sources plus modernes telles que les halogénures métalliques. Ils avaient l'avantage de ne pas contenir de mercure, d'un refroidissement par air convectif, d'aucun risque de rupture à haute pression et d'un rendu des couleurs presque parfait. En raison du faible rendement et de la concurrence des types de lampes les plus courants, il reste peu d'installations aujourd'hui, mais là où elles existent, elles peuvent être reconnues par un réflecteur rectangulaire/elliptique caractéristique et une lumière bleu-blanc nette provenant d'une source tubulaire relativement longue.